# Какањска група
Какањска група је археолошка културна група млађег каменог доба (неолита), која се развила на подручју данашње Босне и Херцеговине.
Централна Босна, подручје сарајевске, височке и зеничке котлине, од праисторије до данашњих дана било је једно од главних подручја насељавања, због повољног географског положаја и долине реке Босне и њених притока. Какањска култура је у првој фази настанка наследила облике и украсе Старчево–Импресо комплекса, најстарије неолитске културе у централној Босни.

## Распрострањеност
Познато је укупно шест локалитета:
- Пландиште, Какањ
- Обре[2]
- Околиште код Високог
- Арнаутовићи[3]
- Папратница–Загребница и Тук код Завидовића.

Насеља су везана за обалне терасе реке Босне.

## Насеља
У насељима нема униформности, у Какњу су откривене земунице, у Обрима куће су надземне, правоугаоне са 1 или 2 просторије. Под је од набијене земље, а темељи од камена. Зидови су од облица облепљених иловачом.
У Арнаутовићима откривене су надземне зграде, са стубовима укопаним у земљу, без камене градње.

## Покретни инвентар
Откривеноје камено оруђе, а глачано се ретко јавља. Преовлађују калупасте секире.
Од коштаног оруђа јављају се шила, глачла и спатуле.
Керамика је разноврсна, груба, монохромна, која са ритонима чини основну карактеристику ове групе. Површина монохромне керамике је добро углачана, као код бутмирске културе. Од облика се јављају полулоптасте шоље са равним дном, високе шоље благе профилације, тањири и купе, ритони на 4 ноге.
Орнамент је барботин, а јављају се и пластични и урезани мотиви.
Пластика је слабо заступљена.